# Paspalum haenkeanum
Paspalum haenkeanum är en gräsart som beskrevs av Jan Svatopluk Presl. Paspalum haenkeanum ingår i släktet tvillinghirser, och familjen gräs. Inga underarter finns listade i Catalogue of Life.